# Guy Selvester
Le Père Guy William David Selvester, prêtre catholique, oblat de Saint Benoît et Chevalier de Colomb du Quatrième degré, né le 6 août 1964 à Plainview (État de New York, États-Unis) est un peintre héraldiste et dessinateur qui s'est particulièrement appliqué à l'héraldique ecclésiastique.
Il est l'auteur d'un grand nombre de blasons qui répond à l'intérêt du public et au grand engouement actuel pour l'héraldique aux États-Unis.
Il est maître en théologie du Séminaire de l'Immaculée conception de New York.